# Natale Schiavoni
Natale Schiavoni, (Chioggia, 1777 - Venise, 16 avril 1858  est  un peintre italien qui a été actif à la fin du XVIIIe et dans la première moitié du  XIXe siècle.

## Biographie
Natale Schiavoni apprit d'abord à l'Accademia de Venise comme élève de Francesco Maggiotto et ensuite à Florence auprès de Raffaelo Morghen. Il avait une préférence pour les portraits et il se rendit à Trieste où il développa la réalisation de portraits en miniature fort demandés. Par la suite il se rendit à Milan jusqu'en 1815.
 François Ier d'Autriche l'appela à la cour de Vienne où il réalisa de nombreuses commandes de portraits en miniature et des toiles de sujets féminins et odalisques d'inspiration renaissance ce qui lui valut d'être surnommé par ses contemporains de Pittore delle grazie (« Le peintre des grâces »).
En 1821, il s'établit définitivement à Chioggia où il se dédia à l'étude de la peinture tout en continuant à voyager en Autriche et en Allemagne.
En 1840 il fut nommé professeur à l'Académie des Beaux-Arts de Venise et acheta le Palazzo Giustiniani.

## Œuvres
- Les Bergers rendant visite à l'Enfant Jésus.
- Vénus devant le Miroir (ou La Vanité) (1841), huile sur toile de 121 × 154 cm.
- Dos nu féminin, Galerie des Beaux-Arts, Vienne, Autriche.
- Odalisque (huile sur toile), musée civique Revoltella, Trieste.
- Maternité (1847), huile sur toile de 132 × 107 cm.
- Vierge et Enfant (1844), huile sur toile de 141,50 × 95 cm.
- Gentille Femme  (1841), dessin de 35 × 25 cm.
- Portrait d'une femme, miniature, tondo de 8,3 cm.
- Portrait de femme (1840-1850), Pinacothèque communale, Ravenne.
- Mélancolie et Portrait de jeune femme (1840-1850), Galleria Arte Moderna, Milan.

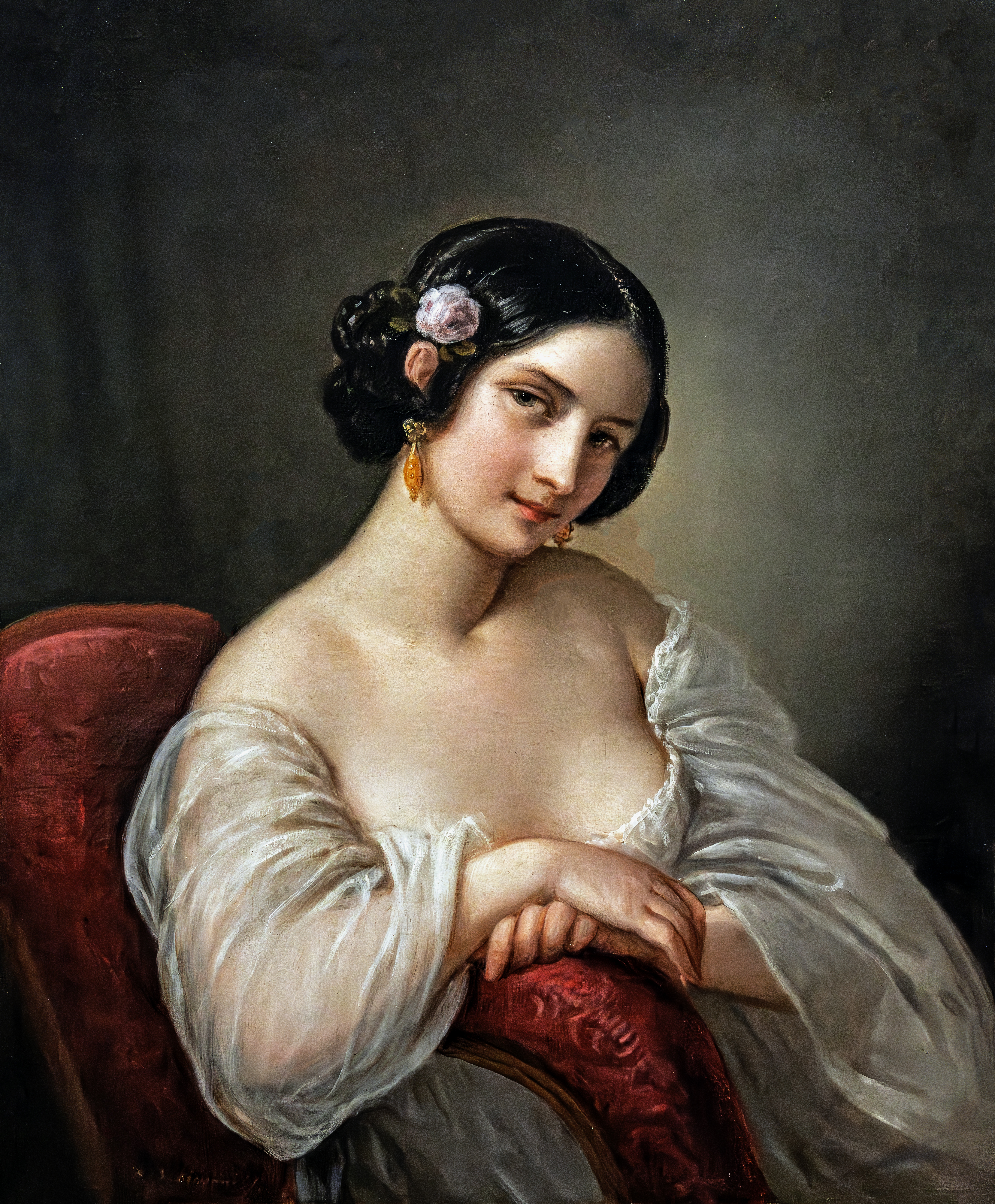
Flora (huile sur toile), Museo civico Luigi Bailo Trevise
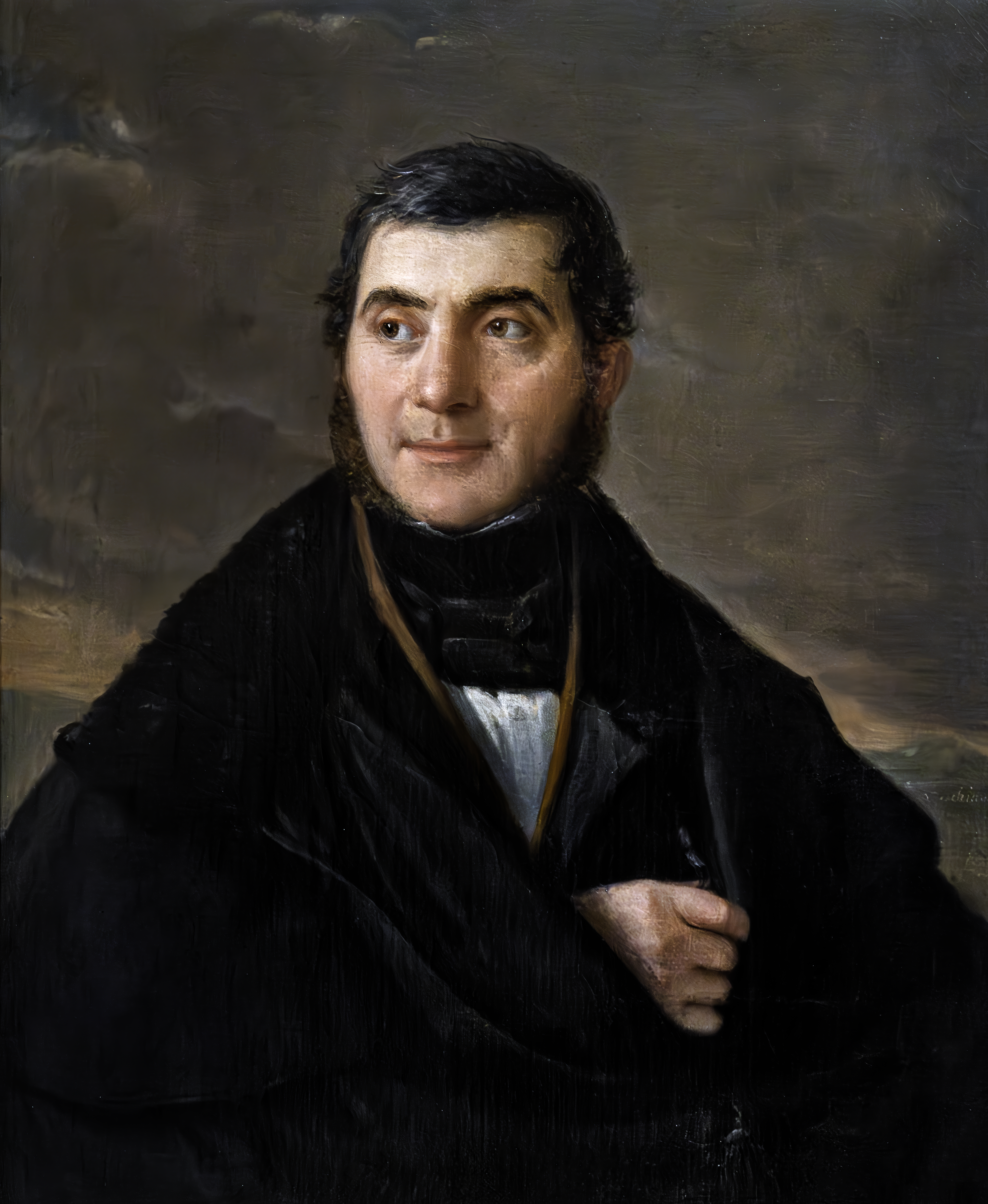
Portait de Sante Giacomelli (huile sur toile), Museo civico Luigi Bailo Trevise